# Danses slaves
Les Danses slaves d'Antonín Dvořák figurent parmi ses œuvres les plus appréciées. Il s'agit de deux séries contenant chacune huit pièces n'ayant aucune parenté tonale ou thématique entre elles. L'une et l'autre ont été écrites en premier lieu pour piano à quatre mains, avant d'être orchestrées par le musicien lui-même. 
L'écriture de ces danses a été inspirée au compositeur par les Danses hongroises de Johannes Brahms sur une suggestion de Fritz Simrock, éditeur de ce dernier. Dvořák a lui-même orchestré cinq des danses brahmsiennes.
Le musicien tchèque s'est, à de nombreuses reprises, inspiré des musiques folkloriques de son pays ou d'autres régions. Il avait en particulier écrit des Danses écossaises en 1877. Ses Danses slaves ne sont cependant pas de simples transcriptions, comme l'avait pu faire Brahms pour certaines des premières Danses hongroises. De plus, contrairement à ce dernier, Dvořák s'est chargé intégralement de leur orchestration.
Cette inspiration slave est relativement nouvelle, par rapport à la musique hongroise, déjà représentée par Brahms, Franz Liszt et même Hector Berlioz (Marche hongroise).

## Danses slaves, opus 46
Cette première série est née en 1878 et eut un succès énorme et prompt. Elle est constituée de pièces originales composées sur des rythmes de danses populaires. Leur harmonisation est simple et l'orchestration classique est basée sur les contrastes des registres du grand orchestre : 2 flûtes, 2 hautbois, 2 clarinettes, 2 bassons, 4 cors, 2 trompettes, 3 trombones, un petit ensemble de percussions et le quintette à cordes. Avec ceci, Dvořák arrive à une orchestration aussi variée et multicolore que possible. La première et la dernière pièce sont des Furiants, danses énergiques.
- Danse slave n° 1 - Presto

Ce furiant est une danse populaire tchèque idéalisée, ressemblant à un passage typique de La Fiancée vendue de Bedřich Smetana.
- Danse slave n° 2 - Allegretto scherzando

Cette danse est calquée sur la dumka ukrainienne.
- Danse slave n° 3 - Poco allegro

Cette danse est une polka tchèque.
- Danse slave n° 4 - Tempo di minuetto

Cette danse est une sousedská tchèque.
- Danse slave n° 5 - Allegro vivace

Cette danse est une scočná tchèque.
- Danse slave n° 6 - Allegretto scherzando

Cette danse est un autre aspect de la sousedská tchèque.
- Danse slave n° 7 - Allegro assai

Cette danse est une autre scočná.
- Danse slave n° 8 - Presto

Cette danse est un autre furiant, rondo brillant à trois thèmes issus de la même idée.

## Danses slaves, opus 72
Après le succès de la première série, l'éditeur commande à Dvořák une autre œuvre de même genre. Le compositeur s’exécutera, non sans hésitation. L'an 1886 (soit 8 ans plus tard) verra la naissance d'une seconde série de danses slaves, de même importance que la première. Dans les numéros impairs, on retrouve le « grand orchestre » de la première série, alors que les autres pièces emploient un orchestre simplifié, sans trombone (n° 2, 4, 6 et 8) ou sans trompette (n° 2 et 4) ; une innovation : l'emploi de la cloche dans la huitième danse.
- Danse slave n° 1 - Molto vivace

Cette danse est une Odzemek slovaque.
- Danse slave n° 2 - Allegretto grazioso

Cette danse est une dumka.
- Danse slave n° 3 - Allegro

Cette danse est scočná avec un motif populaire tchèque.
- Danse slave n° 4 - Allegretto grazioso

Cette danse est une autre dumka. 
- Danse slave n° 5 - Poco adagio

Cette danse est Šparcika (pavane tchèque), « danse de promeneurs »), composée d'une partie lente et d'une partie rapide, avec de nombreuses variations ; la mélodie de la partie lente reprend une danse rustique notée par le compositeur lui-même. 
- Danse slave n° 6 - Moderato, quasi minuetto

Cette danse est une sorte de polonaise.
- Danse slave n° 7 - Allegro vivace

Cette danse est un kolo serbe et est la pièce la plus dynamique de la série.
- Danse slave n° 8 - Grazioso e lento, ma non troppo, quasi tempo di valse

Cette danse est une sousedská, qui confère à l'œuvre une fin idyllique.

## Discographie
- Slavonic Dances Op. 46 & Op. 72, Katia et Marielle Labèque, enregistré à l'Abbaye de Forde en juin 1990 (CD Philips Classics 426 264-2)